# Oskar Švédský
Princ Oskar Švédský, vévoda ze Skåne (Oscar Carl Olof, * 2. března 2016, Solna) je mladší dítě a jediný syn korunní princezny Viktorie a jejího manžela prince Daniela. Je vnukem krále Karla XVI. Gustava a královny Silvie a je třetí v řadě nástupnictví na švédský trůn po své matce a své sestře, princezně Estelle.

## Narození
Princ Oskar se narodil 2. března 2016 ve 20:28 SEČ v Karolinské univerzitní nemocnici ve městě Solna. Vážil 3 655 g a měřil 52 cm. Jeho narození bylo uvítáno 21 pozdravnými ranami ze zbraně na ostrově Skeppsholmen naproti Stockholmskému paláci. Jeho jména a titul, vévoda ze Skåne, byly vyhlášeny následující den jeho dědečkem z matčiny strany, králem Karlem XVI. Gustavem.
Skåne je nejjižnější titulární vévodství ve Švédsku a v angličtině je historicky známo jako Scania. V historii rodu Bernadottů získaly titul vévody ze Skåne dvě osoby, které se později staly králi: Karel XV. a Gustav VI. Adolf.
Princ Oskar byl pokřtěn 27. května 2016 v Královské kapli Stockholmského paláce ve švédském Stockholmu. Jeho kmotry jsou korunní princ Frederik Dánský; korunní princezna Mette-Marit Norská; jeho teta z matčiny strany, princezna Madeleine Švédská; bratranec jeho matky Oscar Magnuson; a bratranec jeho otce Hans Åström.

Erb

## Tituly a oslovení
- 2. března 2016 – dosud: Jeho královská Výsost princ Oskar Švédský, vévoda ze Skåne[7]

## Vyznamenání
- rytíř Řádu Serafínů
- rytíř Řádu Karla XIII.